# Amtspfarrei (Hochstift Hildesheim)
Amtspfarrei war eine im Hochstift Hildesheim nach dem Dreißigjährigen Krieg gebräuchliche Bezeichnung für katholische Landpfarreien mit Sitz in fürstbischöflichen Burgen, den Amtssitzen, und Feldklöstern. Ihre Gebiete umfassten ganze Amtsbezirke, die Bevölkerungsmehrheit und die historischen Dorfkirchen in diesen Landesteilen waren jedoch lutherisch. 
Diese Situation war eine Folge der Hildesheimer Stiftsfehde, die kurz vor der Reformation zur Verkleinerung des Hildesheimer Stiftsgebiets um rund drei Viertel geführt hatte, und der Restitution des Hochstifts annähernd im alten Umfang im Jahr 1643. Die zurückgewonnenen Gebiete durften nicht rekatholisiert werden; für die konfessionellen Besitzverhältnisse im Reich galt das Normaljahr 1624. Mit den Amtspfarreien schuf der Landesherr daher eine katholische Parallelstruktur in den lutherisch gewordenen Gebieten seines Territoriums. Zur Erhöhung des katholischen Bevölkerungsanteils förderte er die Ansiedlung von Menschen aus dem katholisch gebliebenen „kleinen Stift“ sowie aus Westfalen, dem Rheinland und aus der niederländischen Provinz Limburg. Deren Zahl blieb jedoch vergleichsweise gering.
Sitz einer Amtspfarrei waren
- die bischöflichen Burgen und Amtssitze
  - Bilderlahe
  - Gronau (Leine)
  - Hunnesrück
  - Liebenburg
  - Marienburg
  - Peine
  - Poppenburg
  - Ruthe
  - Schladen
  - Steinbrück (Söhlde)
  - Steuerwald
  - Vienenburg
  - Wiedelah
  - Winzenburg
  - Wohldenberg

- die hildesheimischen Feldklöster